# Andrei Wiktorowitsch Trefilow
Andrei Wiktorowitsch Trefilow (russisch Андрей Викторович Трефилов; * 31. August 1969 in Kirowo-Tschepezk, Russische SFSR) ist ein ehemaliger russischer Eishockeytorwart. Nach sieben Jahren in Nordamerika und sechs Jahren bei den DEG Metro Stars in der Deutschen Eishockey Liga beendete er dort seine Karriere.

## Karriere

### Karriere in Russland

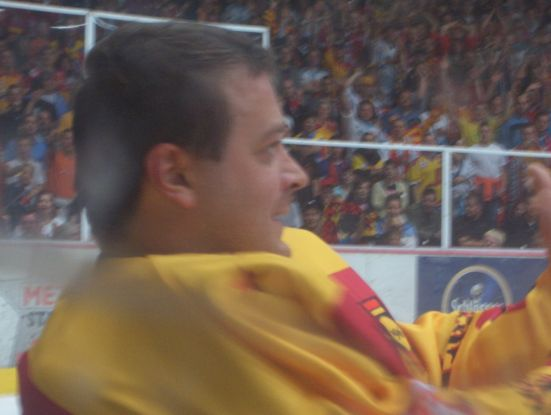
Trefilow beim Abschiedsspiel in Düsseldorf

Andrei Trefilow begann seine Profilaufbahn 1990 bei Dynamo Moskau, einem der traditionsreichsten Eishockeyvereine Russlands. Nicht zuletzt durch seine guten Leistungen wurde Dynamo in den Jahren 1991 und 1992 russischer Meister. Am 22. Juni 1991 wurde Trefilow beim NHL Entry Draft an 261. Stelle von den Calgary Flames ausgewählt.
Nachdem Trefilow bereits 1991 an seiner ersten Weltmeisterschaft und dem Canada Cup teilgenommen hatte, lief er im Frühjahr 1992 für die GUS bei den Olympischen Winterspielen in Albertville auf. Zwar kam der junge Russe lediglich auf 39 Spielminuten im ganzen Turnier, doch gewann er mit seinen Mannschaftskameraden das olympische Eishockeyturnier und konnte sich von nun an Olympiasieger nennen.

### Karriere in Nordamerika
Nur ein Jahr später holten die Calgary Flames den 1,83 m großen Russen nach Nordamerika, wo er größtenteils im Farmteam, den Salt Lake Golden Eagles, in der IHL zum Einsatz kam. Für seine Leistungen im Tor der Golden Eagles wurde Trefilow am 4. November 1992 mit seinem ersten Spiel in der NHL belohnt. Trotz der fünf Gegentore beim 5:5 nach Verlängerung gegen die Vancouver Canucks, konnte der damals 23-jährige insgesamt 34 Torschüsse abwehren und hinterließ einen guten ersten Eindruck in der NHL.
In der folgenden NHL-Saison kam Trefilow insgesamt auf 11 Einsätze bei den Calgary Flames. Nachdem er am 31. Dezember 1993 den schwachen Trevor Kidd gegen die Montréal Canadiens ersetzte, spielte Trefilow weitere 10 Spiele im Januar 1994. Bevor er die Chance erhalten konnte, noch einmal eingesetzt zu werden, verletzte er sich am 2. Februar 1994 im Spiel gegen die Mighty Ducks of Anaheim am rechten Knie und stand so für die nächsten Spiele der Flames nicht zur Verfügung stand. Infolgedessen musste Trefilow über ein Jahr auf seine Rückkehr in die NHL warten. Derweil spielte er für die Saint John Flames. Erst am 7. März 1995 beim Spiel der Calgary Flames gegen die Chicago Blackhawks wurde er wieder in der besten Eishockeyliga der Welt eingesetzt. Es folgten weitere fünf Spiele für die Flames bis Ende April 1995. Dabei gelang es ihm nicht die Clubführung der Flames von einer Vertragsverlängerung zu überzeugen.
Im Sommer 1995 verpflichteten die Buffalo Sabres den damals 26-jährigen Trefilow. Bei den Sabres sollte Trefilow die Nummer 2 hinter dem Tschechen Dominik Hašek, einem der besten NHL-Torhüter, werden. Zwei Jahre lang kam Trefilow sporadisch bei den Buffalo Sabres und bei deren Farmteam, den Rochester Americans, in der AHL zum Einsatz. In 25 NHL-Spielen für die Sabres erreichte er einen guten Durchschnitt von 3,59 Gegentoren pro Spiel, sowie eine ansehnliche Fangquote von 90 %.
Im Dezember 1996 verletzte sich Andrei Trefilow erneut schwer. Diesmal setzte ihn eine Verletzung an der rechten Schulter bis zum Sommer 1997 außer Gefecht. Trefilow kehrte nicht mehr ins Team zurück. Im November 1997 tauschten ihn die Buffalo Sabres für einen Draft-Recht zu den Chicago Blackhawks. Dort kam er in den folgenden 12 Monaten auf gerade einmal 12 NHL-Spiele für die Blackhawks und 19 Spiele in der IHL für Indianapolis Ice.
Trotz der schweren Zeit in der NHL wurde Trefilow erneut die Ehre zu teil, sein Land bei den Olympischen Winterspielen in Japan zu vertreten. Nach dem Olympiagold 1992 erreichte das russische Team erneut das Endspiel. Allerdings mussten sich die Russen im Finale des olympischen Eishockeyturniers der Mannschaft aus Tschechien mit 1:0 geschlagen geben, so dass sie mit der Silbermedaille im Gepäck die Heimreise antreten mussten.
Nachdem Trefilow sich in Chicago nicht durchsetzen konnte, wechselte er im Dezember 1998 zurück zu den Calgary Flames. Dort kam er zu seinen letzten vier NHL-Einsätzen. Drei Niederlagen und ein Einsatz über gerade einmal 50 Sekunden beendeten die NHL-Karriere Trefilows. Dagegen verbuchte Trefilow bei den Detroit Vipers in der IHL seine größten Erfolge in Nordamerika. Neben seiner Nominierung für das IHL All-Star Game 1999 gewann er gemeinsam mit Kevin Weekes in der Saison 1998/99 die James Norris Memorial Trophy als Torhüter mit dem geringsten Gegentorschnitt.
Daraufhin sicherten sich die Chicago Wolves die Dienste Trefilows für die Saison 1999/2000. Auch dort konnte der mittlerweile 30-jährige Russe überzeugen und erhielt mit einem Gegentorschnitt von 1,35 und einer Fangquote von 95 Prozent in neun Spielen die Norman R. „Bud“ Poile Trophy für den wertvollsten Spieler der Play-offs und war somit einer der Garanten für den Gewinn des Turner Cup mit den Chicago Wolves. Dies rundete Trefilows Abschied aus Nordamerika ab.

### Karriere in Deutschland
Nach seiner letzten Saison in Nordamerika zog es den 93 kg schweren Russen zurück nach Europa. Seine neue Heimat sollte das Eisstadion an der Brehmstraße in Düsseldorf werden. Bereits in den ersten Einsätzen der Saison 2000/01 für die Düsseldorfer EG spielte sich Trefilow in die Herzen der Düsseldorfer Fans. Auch dank Trefilow überzeugten die Düsseldorfer im ersten Jahr nach dem Wiederaufstieg in der DEL. In der folgenden Saison 2001/02 verpasste das Team der mittlerweile umbenannten DEG Metro Stars nur knapp die Play-off-Teilnahme. Trefilow glänzte dabei durch eine wieder einmal gute Fangquote von über 91 % und einem Gegentorschnitt von 2,27.
Ab der Saison 2002/03 kamen bei Trefilow wieder Verletzungsprobleme auf. In den folgenden Jahren sollte der Russe immer wieder Probleme mit dem Ischias-Nerv und seinem Rücken bekommen. Zwar schafften die Düsseldorfer ihre erste Play-off-Teilnahme seit 1998, doch trotz Heimvorteil scheiterten sie bereits im Viertelfinale gegen den späteren Meister aus Krefeld mit 1:4-Siegen.
Nach einer durchwachsenen Saison 2004/05, in der Trefilow erneut Verletzungsprobleme hatte, folgte mit der Saison 2005/06 die erfolgreichste Saison für Andrei Trefilow in Deutschland. Im Februar 2006 krönten Trefilow und die DEG Metro Stars das Abschiedsjahr des Eisstadions an der Brehmstraße mit dem erstmaligen Gewinn des deutschen Eishockey-Pokals sowie anschließend noch mit der Vizemeisterschaft.
Trotz der erfolgreichen Saison sollte Trefilows Vertrag nicht mehr verlängert werden, da man in der folgenden Saison auf einen neuen Torhüter setzen wollte. Andrei Trefilow zog seine Konsequenz daraus und gab zum Ende der Saison sein Karriereende bekannt. Er feierte sein Abschiedsspiel zusammen mit dem Abschiedsspiel der Brehmstraße, wo er im Team der DEG Legenden zusammen mit Größen wie Rick Amman, Peter John Lee, Benoit Doucet und Chris Valentine auflief. Ihm wurde die Ehre zuteil als einziger Nichtmeister für die DEG Legenden auflaufen zu dürfen und wurde nach seinem letzten Drittel mit ewig langen Gesängen und Sprechchören von den Fans verabschiedet. Im Tor der DEG Metro Stars folgte ihm in der Folgesaison der Kanadier Jamie Storr, der – wie auch Trefilow – innerhalb kurzer Zeit Publikumsliebling der Düsseldorfer Fans wurde.

### Karriere als Trainer und Spielvermittler
Nach seinem Karriereende bei den DEG Metro Stars übernahm Andrei Trefilow den Posten als Torhütertrainer bei den Ratinger Ice Aliens. Doch dort hielt es ihn nur wenige Monate, da der Verein kurz vor der Einstellung des Spielbetriebs Trefilow aufgrund der finanziellen Schwäche des Vereins nicht mehr halten konnte. Seitdem arbeitet er als Spielervermittler.
Seit Ende Oktober 2009 arbeitet er als Torwarttrainer für den Regionalligaverein EV Duisburg.

## Erfolge und Auszeichnungen
- 1999 James Norris Memorial Trophy (gemeinsam mit Kevin Weekes)
- 1999 IHL Second All-Star Team
- 2000 Norman R. „Bud“ Poile Trophy
- 2000 Turner-Cup-Gewinn mit den Chicago Wolves
- 2001 DEL-Spieler des Jahres
- 2003 Teilnahme am DEL All-Star Game
- 2004 Teilnahme am DEL All-Star Game

### International
- 1992 Goldmedaille bei den Olympischen Winterspielen
- 1993 Goldmedaille bei der Weltmeisterschaft
- 1998 Silbermedaille bei den Olympischen Winterspielen

## Karrierestatistik
(Legende zur Torhüterstatistik: GP oder Sp = Spiele insgesamt; W oder S = Siege; L oder N = Niederlagen; T oder U oder OT = Unentschieden oder Overtime- bzw. Shootout-Niederlage; Min. = Minuten; SOG oder SaT = Schüsse aufs Tor; GA oder GT = Gegentore; SO = Shutouts; GAA oder GTS = Gegentorschnitt; Sv% oder SVS% = Fangquote; EN = Empty Net Goal; 1 Play-downs/Relegation; Kursiv: Statistik nicht vollständig)